# Sorin Ghionea
Sorin Ghionea (ur. 11 maja 1979 w Gałaczu) – rumuński piłkarz występujący na pozycji obrońcy.

## Kariera klubowa
W wieku 12 lat został wysłany przez swego nauczyciela Tica Ploiesteanu do Oțelul Galați. Tam trenował, w drużynach młodzieżowych. Początkowo występował na lewej obronie, a następnie przeniósł się na środek. Jego pierwszym seniorskim klubem była Dunărea Galați. Po sezonie powrócił do rodzimego Oțelul Galați. Spędził tam kolejne 5 sezonów, gdy zainteresowała się nim Steaua Bukareszt. Pograł tam jeden sezon i wrócił również na jeden do Oțelul Galați. Znów przeniósł się do Steauy. Tym razem na stałe zadomowił się w pierwszym składzie.
W 2010 roku Ghionea wyjechał do Rosji i został zawodnikiem klubu FK Rostów. W 2011 roku wrócił do Rumunii i został zawodnikiem FC Timiszoara. W tym samym roku przeszedł do FCM Târgu Mureș. Grał też w takich klubach jak: Concordia Chiajna i FC Viitorul Constanța.

## Kariera reprezentacyjna
W reprezentacji Rumunii zagrał po raz pierwszy w wygranym 4:1 meczu z Ukrainą (27.03 2002). Od tamtej pory rozegrał jeszcze 9 spotkań, w żadnym nie strzelił gola. Znalazł się w szerokiej kadrze na EURO 2008.